# 2. HNL 1992.
Druga hrvatska nogometna liga 1992. bila je prva sezone Druge HNL. Trebala je biti podijeljena na četiri skupine: Jug, Sjever, Istok i Zapad, no zbog neposredne ratne opasnosti klubovi iz skupine Istok nisu se mogli natjecati. U Prvu HNL su se kvalificirali Radnik, Pazinka, Segesta i Belišće. Budući da se liga iduće godine proširila, nitko nije ispao.

## Natjecateljski sustav
24 momčadi je bilo svrstano u 4 zemljopisno podijeljene skupine (“Jug“ 8 momčadi, “Zapad“ 4 momčadi, “Sjever“ 7 momčadi i “Istok“ 5 momčadi). Poredak u skupinama “Jug“ i „Sjever“ odredio se nakon igranja po dvokružnom natjecateljskom sustavu, a u skupini “Zapad“ po četverokružnom natjecateljskom sustavu. Pobjednik skupine postala je momčad s najviše osvojenih bodova. Pobjednici skupina plasirali su se u poluzavršnicu. Prvak 2. HNL 1992. postala je momčad koja je bila najuspješnija u doigravanju.
| Skupina "Jug"                                                                                              | Skupina "Zapad"                                         | Skupina "Sjever"                                                                                   | Skupina "Istok"                                                                   |
| --- | ------------------------------------------------------- | -------------------------------------------------------------------------------------------------- | --------------------------------------------------------------------------------- |
| Jadran Ploče Junak Sinj MAR Solin Neretva Metković Neretvanac Opuzen Primorac Stobreč Slaven–Konavle Split | Kraljevica Labin Orijent Pazinka                        | Karlovac Metalac Sisak Radnik Velika Gorica Samobor Segesta Sisak Špansko Zagreb Trešnjevka Zagreb | Belišće Croatia Bogdanovci Marsonia Slavonski Brod Metalac Osijek Olimpija Osijek |
| (A) pobjednik skupine "Jug" – pobjednik skupine "Zapad"                                                    | (A) pobjednik skupine "Jug" – pobjednik skupine "Zapad" | (B) pobjednik skupine "Sjever" – pobjednik skupine "Istok"                                         | (B) pobjednik skupine "Sjever" – pobjednik skupine "Istok"                        |
| pobjednik A – pobjednik B                                                                                  |                                                         | |                                                                                   |

## Ljestvice

### Sjever
| Poz. | Momčad                   | U  | P | N | I | G+ | G– | G+/– | Bod. | Promocija ili ispadanje        |
| ---- | ------------------------ | -- | - | - | - | -- | -- | ---- | ---- | ------------------------------ |
| 1.   | Radnik Velika Gorica (O) | 10 | 7 | 1 | 2 | 22 | 9  | +13  | 15   | 1. HNL i Doigravanje za prvaka |
| 2.   | Špansko Zagreb           | 10 | 5 | 1 | 4 | 16 | 11 | +5   | 11   |                                |
| 3.   | Samobor                  | 10 | 3 | 1 | 6 | 16 | 14 | +2   | 7    |                                |
| 4.   | Segesta Sisak            | 10 | 4 | 0 | 6 | 12 | 13 | −1   | 8    | 1. HNL                         |
| 5.   | Karlovac                 | 10 | 4 | 2 | 4 | 8  | 17 | −9   | 10   |                                |
| 6.   | Trešnjevka Zagreb        | 10 | 3 | 3 | 4 | 9  | 19 | −10  | 9    |                                |
| 7.   | Metalac Sisak (R)        | 0  | 0 | 0 | 0 | 0  | 0  | 0    | 0    | odustao od natjecanja          |

#### Rezultati
| rezultatska križaljka   | RAD | ŠPA | SAM | SEG | KAR | TRE |
| ----------------------- | --- | --- | --- | --- | --- | --- |
| NK Radnik Velika Gorica | RAD | 1:2 | 2:1 | 4:1 | 4:0 | 4:1 |
| NK Špansko Zagreb       | 0:1 | ŠPA | 2:1 | 2:1 | 1:0 | 3:0 |
| NK Samobor              | 1:0 | 2:3 | SAM | 1:0 | 0:1 | 1:1 |
| HNK Segesta Sisak       | 0:1 | 2:1 | 2.1 | SEG | 3:0 | 3:0 |
| NK Karlovac             | 1:3 | 1:1 | 2:5 | 1:0 | KAR | 0:0 |
| NK Trešnjevka Zagreb    | 2:2 | 2:1 | 1:3 | 2:0 | 0:2 | TRE |

### Istok
- Skupina istok se nije organizirala zbog ratnih opasnosti na istoku Hrvatske.

Momčadi skupine istok:
- Belišće[3]
- Croatia Bogdanovci
- HŠK Marsonia Slavonski Brod
- Metalac Osijek
- Olimpija Osijek

### Zapad
| Poz. | Momčad         | U  | P | N | I | G+ | G– | G+/– | Bod. | Promocija ili ispadanje        |
| ---- | -------------- | -- | - | - | - | -- | -- | ---- | ---- | ------------------------------ |
| 1.   | Pazinka        | 12 | 7 | 3 | 2 | 22 | 12 | +10  | 17   | 1. HNL i Doigravanje za prvaka |
| 2.   | Kraljevica     | 12 | 5 | 2 | 5 | 14 | 18 | −4   | 12   |                                |
| 3.   | Orijent Rijeka | 12 | 4 | 3 | 5 | 14 | 13 | +1   | 11   |                                |
| 4.   | Rudar Labin    | 12 | 4 | 0 | 8 | 13 | 20 | −7   | 8    |                                |

#### Rezultati
| rezultatska križaljka | PAZ | KRA | ORI | LAB | PAZ | KRA | ORI | LAB |
| --------------------- | --- | --- | --- | --- | --- | --- | --- | --- |
| NK Pazinka            | PAZ | 1:0 | 1:0 | 2:1 | PAZ | 1:2 | 4:2 | 3:1 |
| NK Kraljevica         | 1:4 | KRA | 0:3 | 3:0 | 1:1 | KRA | 0:2 | 2:0 |
| NK Orijent Rijeka     | 1:1 | 0:0 | ORI | 1:0 | 1:1 | 1:2 | ORI | 2:1 |
| NK Labin              | 1:0 | 1:2 | 1:0 | LAB | 1.3 | 4:1 | 2:1 | LAB |

### Jug
| Poz. | Momčad            | U  | P  | N | I  | G+ | G– | G+/– | Bod. | Promocija ili ispadanje |
| ---- | ----------------- | -- | -- | - | -- | -- | -- | ---- | ---- | ----------------------- |
| 1.   | MAR Solin         | 14 | 10 | 3 | 1  | 23 | 7  | +16  | 23   | Doigravanje za prvaka   |
| 2.   | Primorac Stobreč  | 14 | 10 | 3 | 1  | 18 | 5  | +13  | 23   |                         |
| 3.   | Split             | 14 | 8  | 4 | 2  | 19 | 8  | +11  | 20   |                         |
| 4.   | Neretva Metković  | 14 | 4  | 5 | 5  | 14 | 11 | +3   | 13   |                         |
| 5.   | Neretvanac Opuzen | 14 | 6  | 1 | 7  | 10 | 18 | −8   | 13   |                         |
| 6.   | Junak Sinj        | 14 | 4  | 0 | 10 | 19 | 22 | −3   | 8    |                         |
| 7.   | Jadran Ploče      | 14 | 2  | 3 | 9  | 11 | 24 | −13  | 7    |                         |
| 8.   | Slaven Konavle    | 14 | 2  | 1 | 11 | 16 | 35 | −19  | 5    |                         |

#### Doigravanje
Utakmice su igrane 26. i 31. svibnja 1992.
| Prva momčad | Rez. | Druga momčad     | 1. ut. | 2. ut. |
| ----------- | ---- | ---------------- | ------ | ------ |
| MAR Solin   | 2:3  | Primorac Stobreč | 1:1    | 1:2    |

#### Rezultati
| rezultatska križaljka | SOL | PRI | SPL | NEA | NEC | JUN | JAD | SLA |
| --------------------- | --- | --- | --- | --- | --- | --- | --- | --- |
| NK MAR Solin          | SOL | 0:0 | 0:1 | 0:0 | 2:1 | 2:0 | 5:0 | 3:2 |
| NK Primorac Stobreč   | 0:0 | PRI | 1:0 | 1:0 | 2:0 | 1:0 | 1:0 | 3:1 |
| RNK Split             | 0:1 | 2:1 | SPL | 0:0 | 4:0 | 2:0 | 1:1 | 2:0 |
| NK Neretva Metković   | 1:2 | 1:1 | 0:1 | NEA | 2:0 | 1:0 | 2:2 | 3:0 |
| NK Neretvanac Opuzen  | 0:1 | 0:2 | 0:0 | 2:1 | NEC | 2:0 | 1:0 | 1:0 |
| NK Junak Sinj         | 2:3 | 0:1 | 1:2 | 2:0 | 4:1 | JUN | 3:0 | 4:0 |
| NK Jadran Ploče       | 0:2 | 0:2 | 1:2 | 0:0 | 0:1 | 1:0 | JAD | 4:1 |
| NK Slaven Gruda       | 0:2 | 1:2 | 2:2 | 0:3 | 0:1 | 6:3 | 3:2 | SLA |

## Doigravanje za prvaka

### Poluzavršnica
Utakmice su igrane 6. i 10. lipnja 1992.
| Prva momčad      | Rez. | Druga momčad | 1. ut. | 2. ut. |
| ---------------- | ---- | ------------ | ------ | ------ |
| Primorac Stobreč | 4:5  | Pazinka      | 4:1    | 0:4    |

- NK Radnik – pobjednik skupine “Istok“ (utakmice skupine “Istok“ nisu odigrane)

### Završnica
Utakmice su igrane 13. i 17. lipnja 1992.
| Prva momčad          | Rez. | Druga momčad | 1. ut. | 2. ut. |
| -------------------- | ---- | ------------ | ------ | ------ |
| Radnik Velika Gorica | 3:1  | Pazinka      | 0:1    | 3:0    |

## Prvaci
Nogometni klub Radnik (Velika Gorica): Dražen Knapić, Nino Sablić, Igor Terseglav, Katić, Hrvoje Biščan, Zoran Tomčić, Damir Dittrich, Dubravko Hrkovac, Krešimir Marušić, Damir Cvetko, Dalibor Župetić, Branko Sambolić, Dinko Livada

## Poveznice
- 1. HNL 1992.
- 3. HNL 1992.
- 4. rang HNL-a 1992.
- 5. rang HNL-a 1992.
- Ostale lige 1991./92.
- Hrvatski nogometni kup 1992.